# Montréjeau
Montréjeau (tiếng Occitan: Montrejau) là một xã thuộc tỉnh Haute-Garonne trong vùng Occitanie tây nam nước Pháp. Xã này nằm ở khu vực có độ cao trung bình 455 mét trên mực nước biển..